# 衣笠病院
衣笠病院(きぬがさびょういん)は、神奈川県横須賀市小矢部にある医療機関。急性期、地域包括ケア、回復期リハビリテーション、ホスピス（緩和ケア）などの病棟を持つケアミックスの病院である。運営は社会福祉法人日本医療伝道会。

## 沿革
- 1947年（昭和22年）8月1日 - 終戦後の混乱と窮乏の中、横須賀に着任した米海軍横須賀基地司令官のベントン・W・デッカー大佐[4]の熱心な激励により、キリスト教の精神に基づく医療奉仕をすることを使命として「日本基督教団衣笠病院」（80床）として開設。
- 1949年（昭和24年）4月 - ミニスターベッド（牧師専用ベッド）創設。
- 1952年（昭和27年）5月 - 「社会福祉法人日本医療伝道会衣笠病院」、低所得者への福祉病院へ組織変更。
- 1960年（昭和35年）1月6日 - 火災により本館病棟や看護婦宿舎など木造2階建て2棟が焼失。新生児、妊産婦、看護婦ら16人が死亡、重軽傷24人[5]。
- 1960年（昭和35年）2月 - 診療再開。
- 1961年（昭和36年）9月 - 別館病棟竣工。
- 1963年（昭和38年）1月 - 復興後援会発足。
- 1963年（昭和38年）6月 - 第1期及び第2期復興工事竣工、130床。
- 1986年（昭和61年）11月 - 衣笠病院福祉医療後援会（名称変更）。
- 1998年（平成10年）6月 - ホスピス病棟20床稼働開始。
- 2002年（平成14年）6月 - 日本医療機能評価機構による認定。
- 2003年（平成15年）10月 - 電子カルテシステム稼働。
- 2014年（平成26年）8月 - 地域包括ケア病棟38床稼働開始。
- 2015年（平成27年）10月 - 回復期リハビリテーション病棟33床稼働開始。
- 2017年（平成29年）5月 - ＩＳＯ ９００１:２０１５の認証を取得（衣笠ホスピスの緩和ケア機能）。

## 診療科目
- 内科
- 小児科
- 精神科
- 神経科
- 外科
- 整形外科
- 皮膚科
- 泌尿器科

- 婦人科
- 眼科
- 耳鼻咽喉科
- 放射線科
- 麻酔科
- リハビリテーション科
- ホスピス

## 運営の特徴
- 衣笠病院の朝は、日曜祝日を除く毎朝8時30分から院内のチャペルで行われる朝礼からスタートする。この朝礼には、医師、看護師をはじめ様々な職種が参加し、一般の人も自由に参加できる。毎月第１金曜17時からは、院内のチャペルで夕べの礼拝が開催されている。キリスト教が運営する病院という点から、院内にチャプレン室があり、チャプレンと呼ばれる牧師が患者・家族の相談にあたっている。無料低額診療事業[6]実施医療機関。

## 交通アクセス
- 東日本旅客鉄道（JR東日本）横須賀線衣笠駅下車、徒歩約5分。
- 京浜急行バス衣笠十字路バス停より徒歩約5分
- 横浜横須賀道路衣笠インターチェンジより車で約10分。

## 関連施設
- 衣笠病院健康管理センター
- 湘南国際村クリニック
- 衣笠ホーム
- 衣笠ろうけん
- 衣笠病院ケアセンター
- 衣笠病院長瀬ケアセンター